# Sanchón de la Ribera
Sanchón de la Ribera is een gemeente in de Spaanse provincie Salamanca in de regio Castilië en León met een oppervlakte van 29,24 km². Sanchón de la Ribera telt 78 inwoners (1 januari 2016).

## Demografische ontwikkeling
Bron: INE, 1857-2011: volkstellingen
Opm.: In 1857 werd de gemeente Carrasco aangehecht